# Michal Kováč

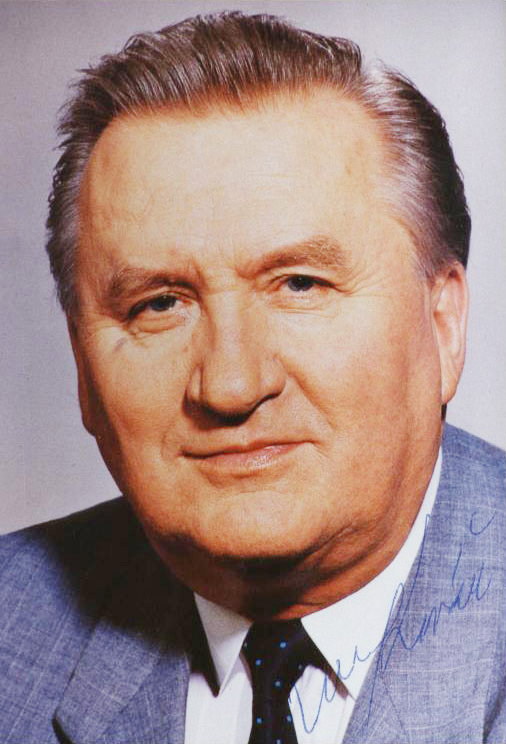
Michal Kováč

 Michal Kováč (Ľubiša, 5 augustus 1930 – Bratislava, 5 oktober 2016) was een Slowaaks politicus. Hij was de eerste president van het onafhankelijke Slowakije tussen 1993 en 1998. 
Kováč was werkzaam als bankier. Van 1989 tot 1991 was hij minister van financiën van de Slowaakse federale republiek binnen Tsjecho-Slowakije. In 1992 was hij kort voorzitter van het Tsjecho-Slowaakse parlement. Bij de deling van Tsjechië en Slowakije werd hij als kandidaat van de grootste Slowaakse partij, de Beweging voor een Democratisch Slowakije, benoemd tot eerste president van Slowakije, een vooral ceremonieel ambt. Tijdens zijn regeerperiode kwam hij in conflict met zijn partijgenoot premier Vladimír Mečiar. In 1995 werd Kováč hierdoor uit de Beweging voor een Democratisch Slowakije gezet. De partij wilde dat hij aftrad, maar hij weigerde. Vervolgens werd op het plein voor het presidentieel paleis een reusachtige kalender neergezet, die de dagen aftelde van de ambtstermijn van Kovác. Zijn kandidatuur voor de eerste presidentsverkiezingen in 1999 was niet succesvol. 
In 2008 werd bij hem de ziekte van Parkinson geconstateerd. Kováč overleed in 2016 op 86-jarige leeftijd.